# Badplaas
Badplaas is een dorp in de gemeente Albert Luthuli in het district Gert Sibande in de Zuid-Afrikaanse provincie Mpumalanga. Het vakantieoord is gelegen bij de warmwaterbron Seekoeispruit aan de voet van het heuvellandschap  Ndlumudlumu (Swazi voor plek van veel donder). Uit de bron borrelt 30.000 liter water per uur en stond bij eerdere bewoners van het gebied bekend als Emanzana (helende waters). Een hoofdman van de Swazi heeft Jacob de Clercq de bron naar alle waarschijnlijkheid in eigendom gegeven; de reden waarom is onduidelijk. De Clercq zette er een handelspost op. De bron kwam erg in trek toen in de Kaapvallei nabij Barberton goud werd gevonden. Opzienders probeerden hier in de weekenden het harde leven van de goudmijnbouw te ontvluchten. Op 6 november 1893 werd de bron door de regering ingesteld als publiek kuuroord; dit werd in december 1947 bekrachtigd.

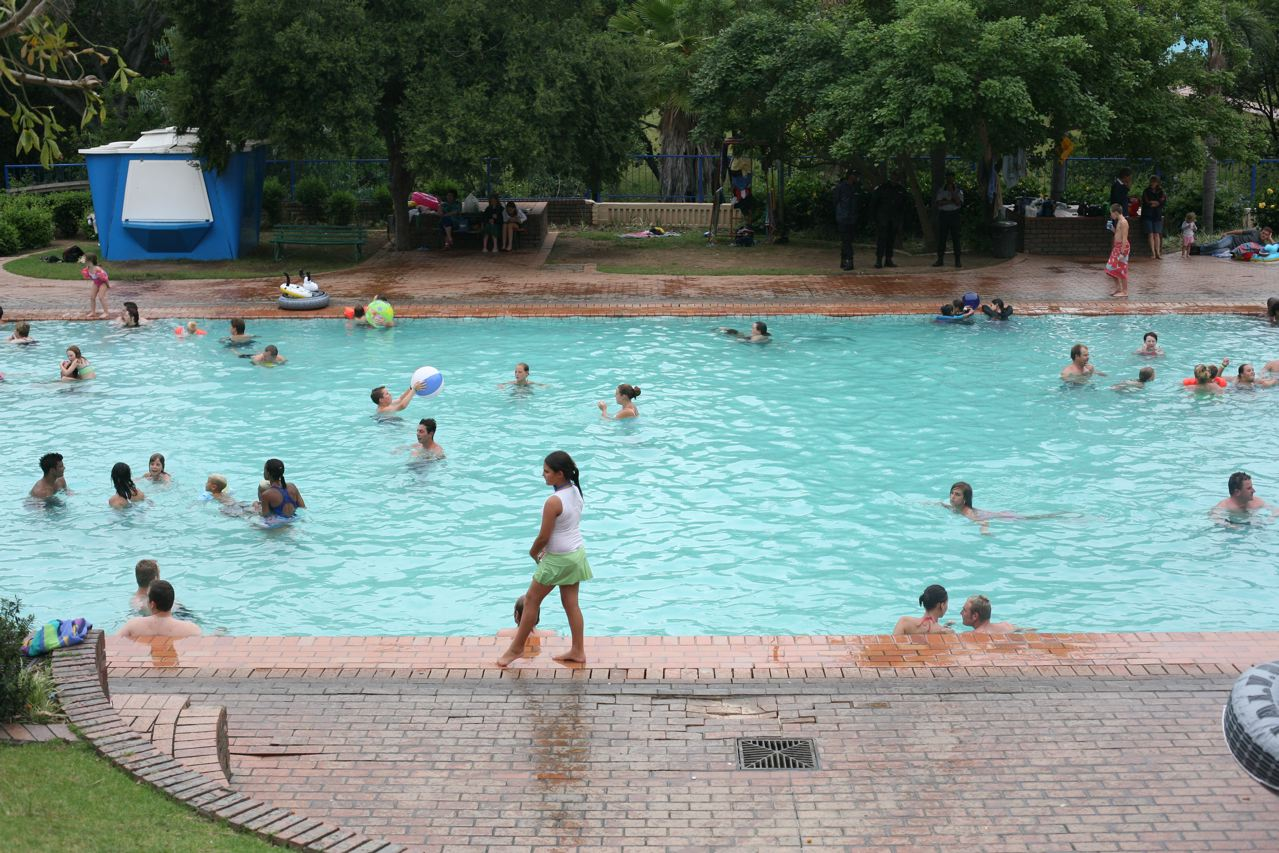
Het hoofdzwembad van Badplaas